# 吉勒莫·費爾南德斯·耶羅
吉勒莫·費爾南德斯·耶羅（西班牙語：Guillermo Fernández Hierro；1993年5月23日—）是一位西班牙足球運動員。在場上的位置是前鋒。他現在效力於西班牙足球甲級聯賽球隊畢爾包鄂競技足球俱樂部。